# Ritardo ad anello
Il Ritardo ad anello (Chamber-ring delayed blowback) è una miglioria apportata al sistema massa battente, per l'espulsione del bossolo e la ricarica di una nuova cartuccia delle armi semi-automatiche ed automatiche. 

## Principio
La modifica è estremamente semplice: sul bordo della camera di scoppio è presente un risalto anulare che ne 'restringe' di pochi centesimi l'ingresso.
Il bossolo della cartuccia nuova ha un diametro esterno leggermente inferiore di quello della camera di scoppio, per potervi entrare senza troppo sforzo. Esplodendo la carica, il bossolo si dilata, chiudendo quindi ermeticamente la camera.
La parte di bossolo che si trova vicino al fondello però si dilata molto di meno, per via del risalto anulare, così all'atto dell'espulsione la parte di bossolo 'sformata' deve ripassare all'interno dell'anello subendo quindi una sorta di laminazione, che ne rallenta l'uscita. 
Viene impiegato nella pistola Seecamp.